# Сомалийская котловина
Сомали́йская котлови́на — подводная котловина на северо-западе Индийского океана, расположенная между берегом Африки с одной стороны и Аравийско-Индийским и Маскаренским подводными хребтами с другой.
Протяжённость котловины с северо-востока на юго-запад составляет около 2800 км, с северо-запада на юго-восток — около 1800 км. Глубины достигают 5824 м. Дно котловины покрыто илом.